# Felip Font Trullàs
Felip Font Trullàs (Reus, 4 de març de 1819 - 1 de gener de 1889) era un polític català que arribà a alcalde de Reus entre el 1871 i el 1874. Va ser el pare del bibliòfil Pau Font de Rubinat i del militar Josep Font de Rubinat.
Va cursar la carrera de dret a Reus i a Barcelona, i més tard la de ciències a Madrid doctorant-se el 1846. Va treballar amb el químic Roura Estrada qui li va encomanar entre altres fets, l'encesa del primer llum de gas de l'estat (a la Llotja de Barcelona).
Es va dedicar a l'advocacia exercint a Reus. El 1871 fou elegit alcalde, càrrec que va mantenir fins al 1875. Quan el general carlí Joan Francesch i Serret va entrar a Reus el 1872, va aconseguir que la ciutat no fos saquejada, negociant el pagament d'una quantitat i retardant la negociació fins que les forces lliberals es van reorganitzar i van expulsar els carlins, morint en aquella acció el general Francesch.
El febrer de 1873 va proclamar la República des del balcó principal de l'ajuntament, i va salvar la Prioral de Sant Pere de Reus dels revolucionaris que volien cremar-la. Va ser destituït com a alcalde després del cop d'estat del general Pavía per part de l'autoritat militar de la província al negar-se a reconèixer el cop de Pavía i el desallotjament de les Corts per la guàrdia civil, i substituït a mitjans de febrer de 1874 per Marià Pons, que, tot i prendre possessió del càrrec, va haver de dimitir per la pressió ciutadana, que li feia el buit. Segons La Redención del Pueblo, Marià Pons era una persona que queia antipàtica "en política" a quasi tots els reusencs i el seu nomenament havia revifat "odios y rencores". Va ser substituït al seu torn per Antoni Soler i Clariana fins que el 2 de gener de 1875 prenia possessió un nou ajuntament presidit, ara si, per Marià Pons. Amic de Güell i Mercader, i de Emilio Castelar y Ripoll, Felip Font va presidir el Comitè Democràtic Possibilista a la comarca el 1879, i va ser elegit diputat provincial el 1884. Preocupat pel tema de l'aigua, endèmic a Reus, va presidir una Comissió gestora del Projecte d'Aigües, i entre els vocals hi figuraven l'advocat federal Antoni Soler Clariana i Teodor Salvadó, com a director de Las Circunstancias. Aquesta comissió va fer gestions amb propietaris de mines i pous de la Selva i d'Alcover i amb el Banc de Mataró per a aconseguir crèdits. Els cabals recollits es reunirien en "grandes depósitos" a l'entrada de Reus. El projecte preveia també l'erradicació de pous morts i la canalització d'aigües residuals, que serien destinades al reg. La iniciativa no va tirar endavant, però va ser un projecte que interessà al sector agrari i industrial i va mobilitzar les energies dels republicans reusencs. Va ser President de la "Sociedad Hidrofórica", que portava aigua a la ciutat, sobretot a la indústria, i va ser membre de la Junta del Carrilet de Reus a Salou. Va ser també soci capitalista de la refineria de petrolis «La Pensilvània», fundada per Joan Vilella Llauradó. Va morir a Reus el 1889.